# A Christmas Carol
A Christmas Carol é um livro da autoria de Charles Dickens. Com várias traduções em Português, sendo uma delas Um Conto de Natal, o livro foi escrito em menos de um mês originalmente para pagar dívidas, mas tornou-se um dos maiores clássicos natalinos de todos os tempos e uma das mais célebres obras de Dickens. O autor descreveu-o como o seu "livrinho de Natal", e foi primeiramente publicado em 1843, com ilustrações de John Leech. A história transformou-se instantaneamente num sucesso, vendendo mais de seis mil cópias apenas numa semana.

## Sinopse

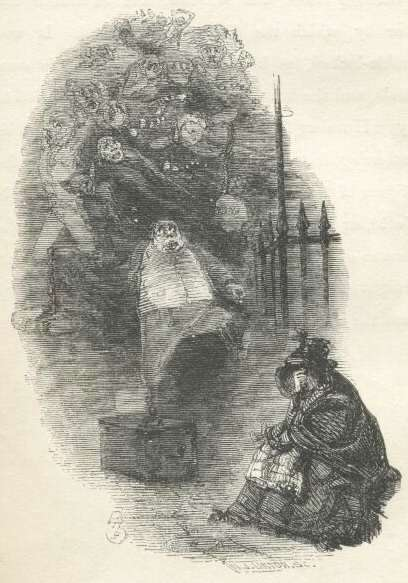
Scrooge encontra as almas penadas

Ebenezer Scrooge é um homem avarento que abomina a época natalícia. Trabalha num escritório em Londres com Bob Cratchit, o seu pobre, mas feliz empregado, pai de quatro filhos, com um carinho especial pelo frágil Pequeno Tim, que tem problemas nas pernas.
Numa véspera de Natal Scrooge recebe a visita do seu ex-sócio Jacob Marley, morto há sete anos naquele mesmo dia. Marley diz que o seu espírito não pode descansar em paz, já que não foi bom nem generoso em vida, mas que Scrooge tem uma chance, e que três espíritos o visitarão.
O primeiro espírito chega, um ser com uma luz que emana da sua cabeça e um apagador de velas debaixo do braço à guisa de chapéu. Este é o Espírito dos Natais Passados, que leva Scrooge de volta no tempo e mostra a sua adolescência e o início da sua vida adulta, quando Scrooge ainda amava o Natal. Triste com as lembranças, Scrooge enfia o chapéu na cabeça do espírito, ocultando a luz. O espírito desaparece deixando Scrooge de volta ao seu quarto.
O segundo espírito, o do Natal do Presente, é um gigante risonho com uma coroa de azevinho e uma tocha na mão. Ele mostra a Scrooge as celebrações do presente, incluindo a humilde comemoração natalícia dos Cratchit, onde vê que, apesar de pobre, a família do seu empregado é muito feliz e unida. A tocha na mão do espírito tem a utilidade de dar um sabor especial à ceia daqueles que fossem "contemplados" com a sua luz. No fim da viagem, o espírito revela sob o seu manto duas crianças de caras terríveis, a Ignorância e a Miséria, e pede que os homens tenham cuidado com elas. Depois disso vai-se embora.
O terceiro espírito, o dos Natais Futuros, apresenta-se como uma figura alta envolta num traje negro que oculta o seu rosto, deixando apenas uma mão aparente. O espírito não diz nada, mas aponta, e mostra a Scrooge a sua morte solitária, sem amigos.
Após a visita dos três espíritos, Scrooge amanhece como um outro homem. Passa a amar o espírito de Natal, e a ser generoso com os que precisam, e a ajudar o seu empregado Bob Cratchit, tornando-se um segundo pai para Pequeno Tim. Diz-se que ninguém celebrava o Natal com mais entusiasmo que ele.

## Adaptações e referências
O mais conhecido personagem inspirado nesta obra é o Tio Patinhas, da Disney, que em inglês se chama Scrooge McDuck. Patinhas encarna o personagem que lhe deu nome na versão animada Mickey's Christmas Carol. O Pica-Pau também tem um tio chamado Scrooge.
Em 1992, Os Muppets adaptaram a obra no filme The Muppet Christmas Carol, que estrelou Michael Caine no papel de Scrooge e Caco, o Sapo no papel de Bob Cratchit. Gonzo aparece no papel do próprio Charles Dickens, que é o narrador do filme.
Em 1994, The Flintstones adaptaram a obra no filme A Flintstones Christmas Carol, que Fred Flintstone no papel de Ebenezer Scrooge e Barney Rubble no papel de Bob Cratchit.
Uma outra homenagem às obras de Natal de Dickens é pouco conhecida. À luz da morte do escritor, uma menina que vendia flores às portas de um teatro de Londres falou: "Morreu Dickens? E o Papai Noel, será que morreu também?"
É possível encontrar também uma referência no filme Shrek. Na parte final, quando os personagens cantam juntos, o bonequinho de gengibre diz, apoiado numa muleta: "Deus abençoe a todos". Essa é uma fala de Tiny Tim, que também tem deficiência. O que mostra a referência de Charles Dickens em tempos atuais.
Outra referência feita é no filme O Expresso Polar, com Tom Hanks. Nele o protagonista que não acredita em Natal passa por um vagão no trem atulhado de bonecos. Uma marionete de nariz aquilino apresenta-se como Ebenezer Scrooge e o chama de cético.
Houve também em 1988 uma releitura moderna em Scrooged, onde Bill Murray interpreta o presidente arrogante e sádico, de uma grande empresa de comunicação que é visitado na véspera de natal pelos três fantasmas do natal.
O filme Barbie em a Canção de Natal é considerada a versão feminina de A Christmas Carol. A história fala de Eden Starling, uma cantora famosa (porém egoísta) que odeia o Natal. Há personagens que são análogos: Eden Starling (Ebenezer Scrooge), Catherine Britto (Bob Cratchit) e Marie (Jacob Marley).
Existe também uma versão dos Looney Tunes em que Patolino é dono de uma empresa e odeia a época natalícia.

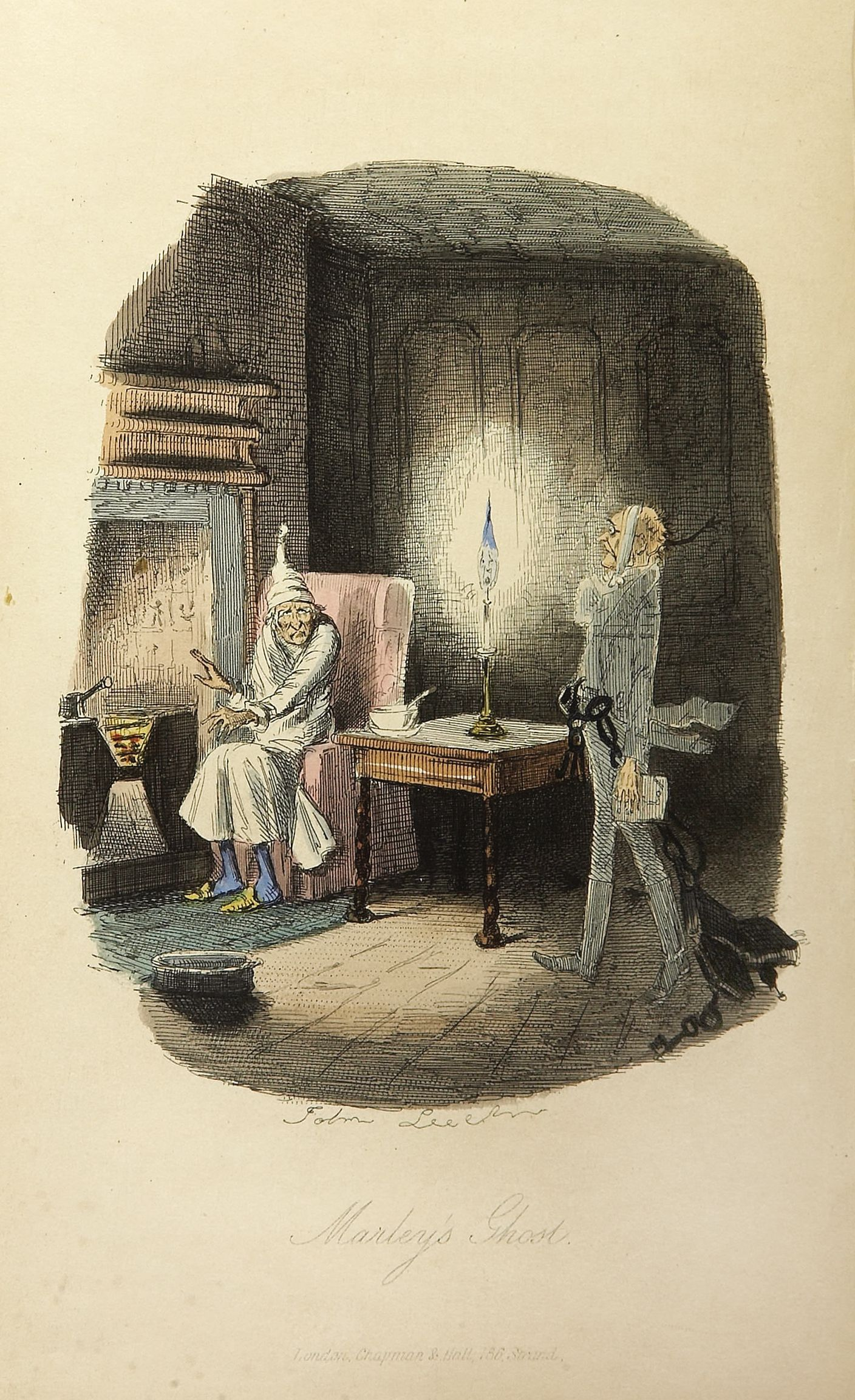
Marley e Scrooge. Ilustração da primeira edição de A Christmas Carol

Em 2009, a Disney lança o filme em 3D, Os Fantasmas de Scrooge, no qual Jim Carrey interpreta Scrooge e todos os fantasmas.
No dia 25 de dezembro de 2010, foi ao ar um especial de Natal da série britânica Doctor Who, que levou o nome "A Christmas Carol", adaptando mais uma vez o conto de natal de Charles Dickens.
E em 2007 um filme de natal do Dennis, o Pimentinha, chamado "O Natal do Pimentinha" (A Dennis the Menace Christmas) onde o Sr. Wilson (Robert Wagner) fala que odeia tudo e todos no Natal, e acaba ignorando sua esposa Martha Wilson (Louise Fletcher), que gosta do Natal, e estragando o Natal de Denis (Maxwell Perry Cotton). Na noite de Natal, é visitado pelo fantasma do natal passado, do presente e do futuro, representado por Bob, o Anjo do Natal (Godfrey Danchimah). Ao vislumbrar o futuro onde Denis é um velho avarento que odeia tudo no Natal, Wilson então volta ao presente e vai se retratar com Martha, a família de Denis e tentar salvar o Natal.

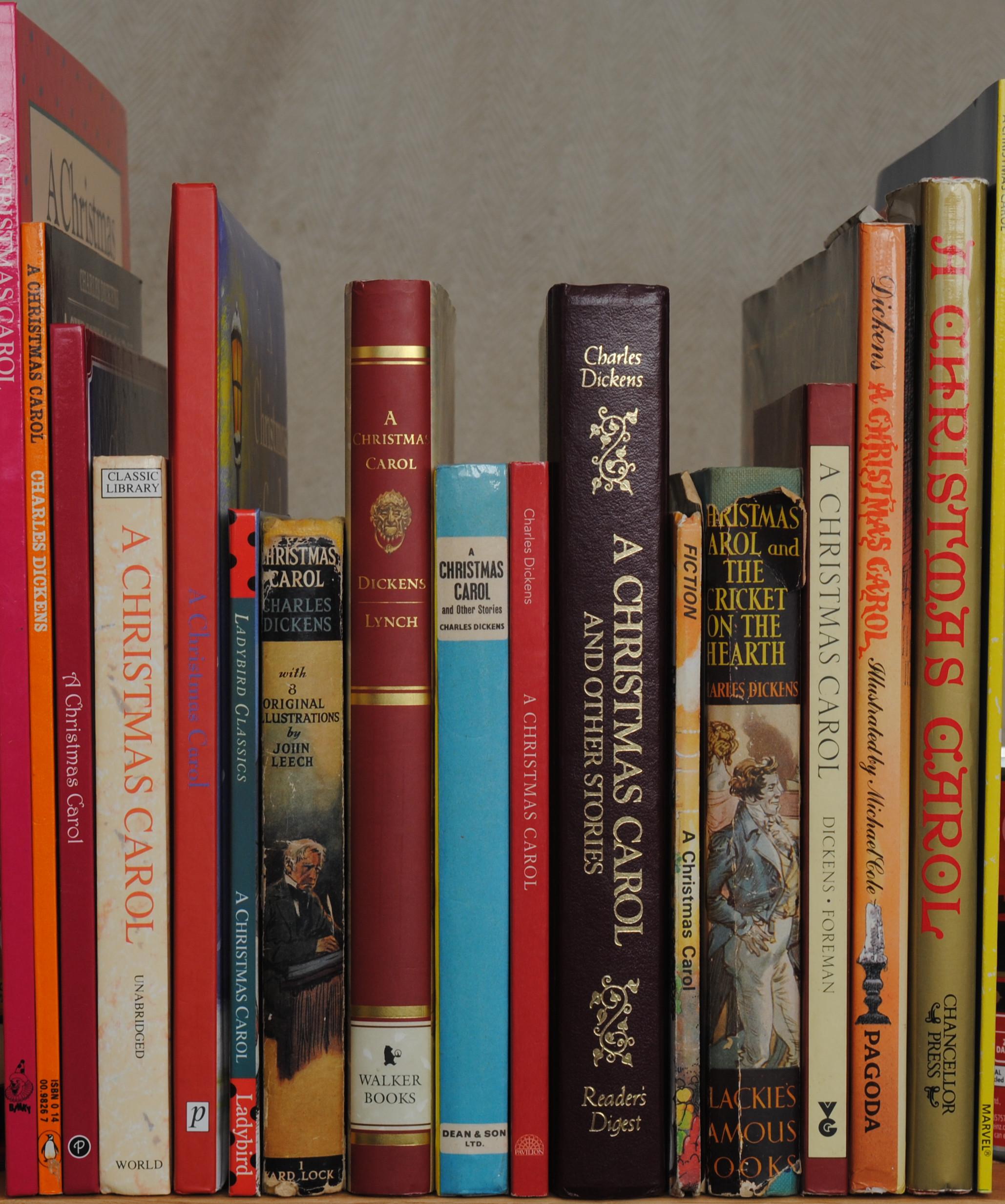

No final de 2011, a DC Comics lançou a graphic novel Batman: Noel. Escrita e desenhada por Lee Bermejo, Batman: Noel mostra o Cavaleiro das Trevas como um amargurado e sem-esperanças Scrooge, Mulher Gato como o fantasma do passado, Superman como o fantasma do presente, e Coringa como o fantasma do futuro.
No dia 11 de dezembro de 2013, a NBC apresentou o Kelly Clarkson's Cautionary Christmas Music Tale, uma adaptação da obra de Dickens, com vários números musicais, interpretados por Kelly Clarkson, onde a cantora organiza um especial de natal para alavancar sua carreira, e apenas no final, após uma série de eventos percebe que o real espírito de natal está em ajudar os outros e não pensar apenas em si mesma.
- Commons
- Wikisource